# Pogo

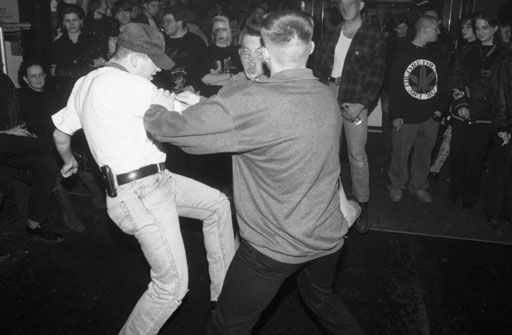
Charakteristisch ist der kurze und heftige Körperkontakt zwischen den Tanzenden. Pogotanz in einer Diskothek in Bayern

Der Pogo ist ein Tanz, der seine Ursprünge in der Punk-Szene der 1970er Jahre hat. Der Begriff „Pogo“ wird auch für unterschiedliche Arten des Tanzes in der Punk-Szene oder Sub-Genres des Punks und Alternative Rock verwendet.

## Geschichte
Der Pogo, entstanden um 1976, ist ursprünglich ein Anti-Disco-Tanz der alternativen Punkbewegung. Sich mit allen Mitteln gegen den gleichförmigen und als langweilig empfundenen Disko-Takt zu bewegen war die Maxime. Punk wurde anfangs sehr schnell gespielt, um nicht mit dem alles beherrschenden Disko-Mainstream musikalisch und gesellschaftspolitisch in Berührung zu kommen. Punkbands spielten in erster Linie Livemusik – daher auch der Pogo-Tanz in der Gruppe vor und auf der Bühne. In den 1980ern fand der Pogo häufig auch bei Vertretern der Electronic Body Music Anwendung.
Ursprünglich bestand der Pogo-Tanz Ende der 1970er nur aus unkontrolliertem In-die-Luft-Springen. Doch mit der immer aggressiveren Musik, die sich aus dem Punkrock entwickelte, wurden auch die Bewegungen zu der Musik immer heftiger. Besonders in der Hardcore-Szene setzte sich das Slamdancing (s. u.) durch.
Laut Glen Matlock (Sex Pistols) geht der Pogo auf Sid Vicious zurück. In seinem Buch „I was a teenage Sex Pistol“ beschreibt Matlock, Vicious sei bereits vor seiner Zeit bei den Pistols eine bekannte Persönlichkeit in der Punkszene gewesen. Bei einem Konzertbesuch habe er unter Drogeneinfluss seinem Drang zu tanzen freien Lauf gelassen und sei wegen der Enge vor der Bühne wie wild auf und ab gehüpft, wobei er die anderen Zuschauer anrempelte. Musikreporter hätten dies beobachtet und dies als neuen Tanz interpretiert, der zu der neuen Musik bisher noch gefehlt hatte. Den Namen „Pogo“ hätten sie gewählt, weil Vicious wirkte, als hüpfe er auf einem Pogostab. Klubbesitzer Wayne Mayotte aus Los Angeles erklärte den Tanz im 1981 erschienenen Dokumentarfilm The Decline of Western Civilization folgendermaßen:

“(…) The pogo dance is just exactly what the name implies [which] is people gyrating up and down in a vertical position as though they were in fact riding a pogo stick (…) It’s an energy outlet. They’re really nice kids. They just have to be doing something different. It’s a realease from daily tensions I guess.”

„Der Pogotanz ist genau das, was der Name impliziert, Leute, die in einer aufrechten Position auf- und abwirbeln, als würden sie tatsächlich auf einem Pogostab hüpfen. (…) Es ist ein Energieablass. Es sind wirklich nette junge Leute. Sie müssen einfach etwas anderes machen. Ich schätze, es ist eine Befreiung von täglichen Spannungen.“

## Formen des Pogo
Grundsätzlich ist der Pogo ein Tanzstil, der auf kurzen und heftigen Körperkontakt zu anderen ebenfalls Tanzenden ausgerichtet ist. Die Tanzenden führen sämtliche Bewegungen individuell, und nicht wie im klassischen Tanz mit einem Partner synchronisiert, aus. Der Bereich der Tanzfläche, an dem der Pogo getanzt wird, wird üblicherweise als Moshpit bezeichnet. Beim Pogo-Tanzen kann es zu heftigen bis schmerzhaften Berührungen zwischen den Tanzenden kommen, die sich nach Art und Intensität der Ausführung je nach Tanzstil (s. u.) unterscheiden, wobei es schwierig ist, die einzelnen Stile voneinander abzugrenzen. Häufig verschwimmen die Begriffe und werden Szene-intern auch unterschiedlich ausgelegt.

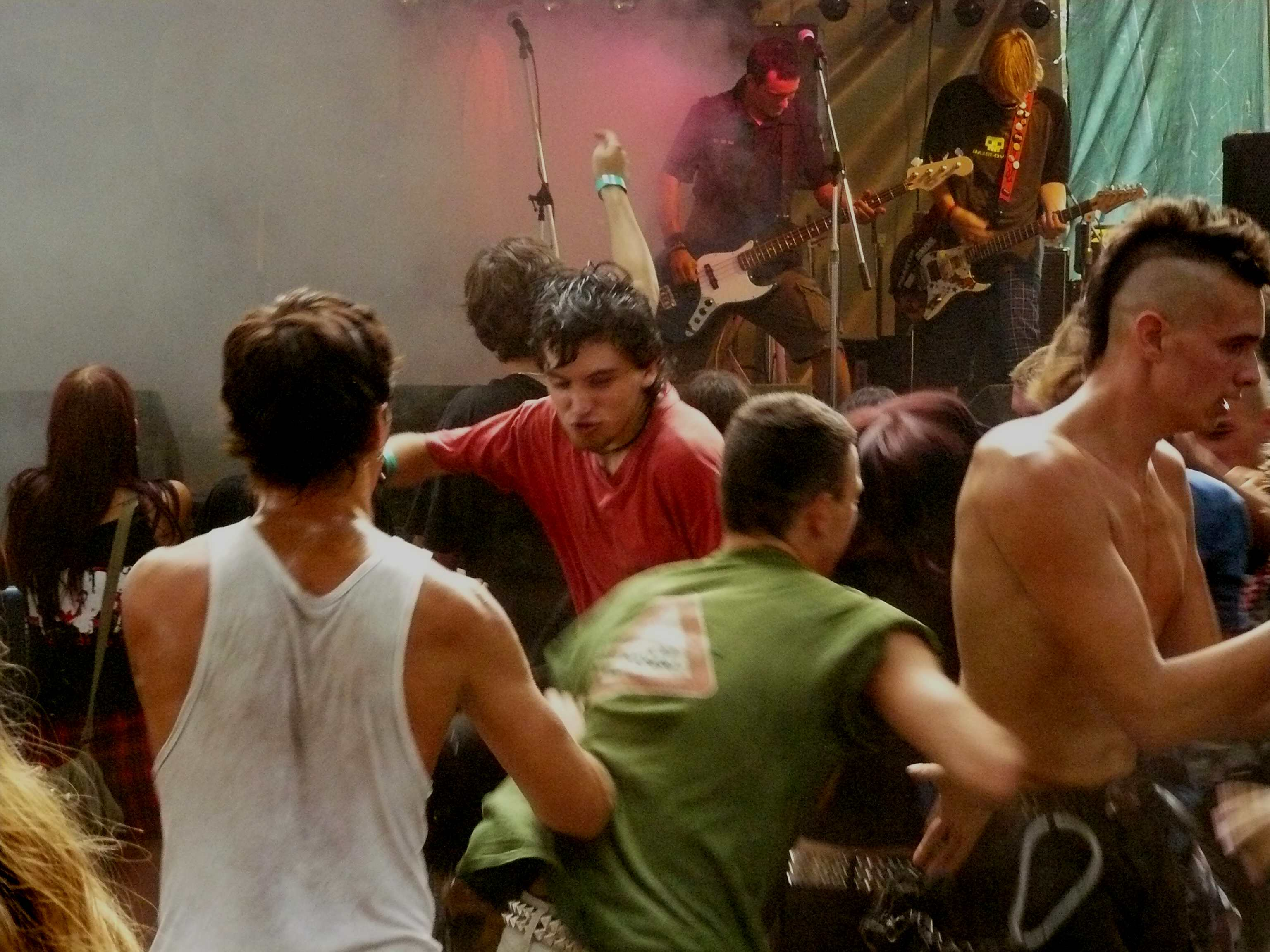
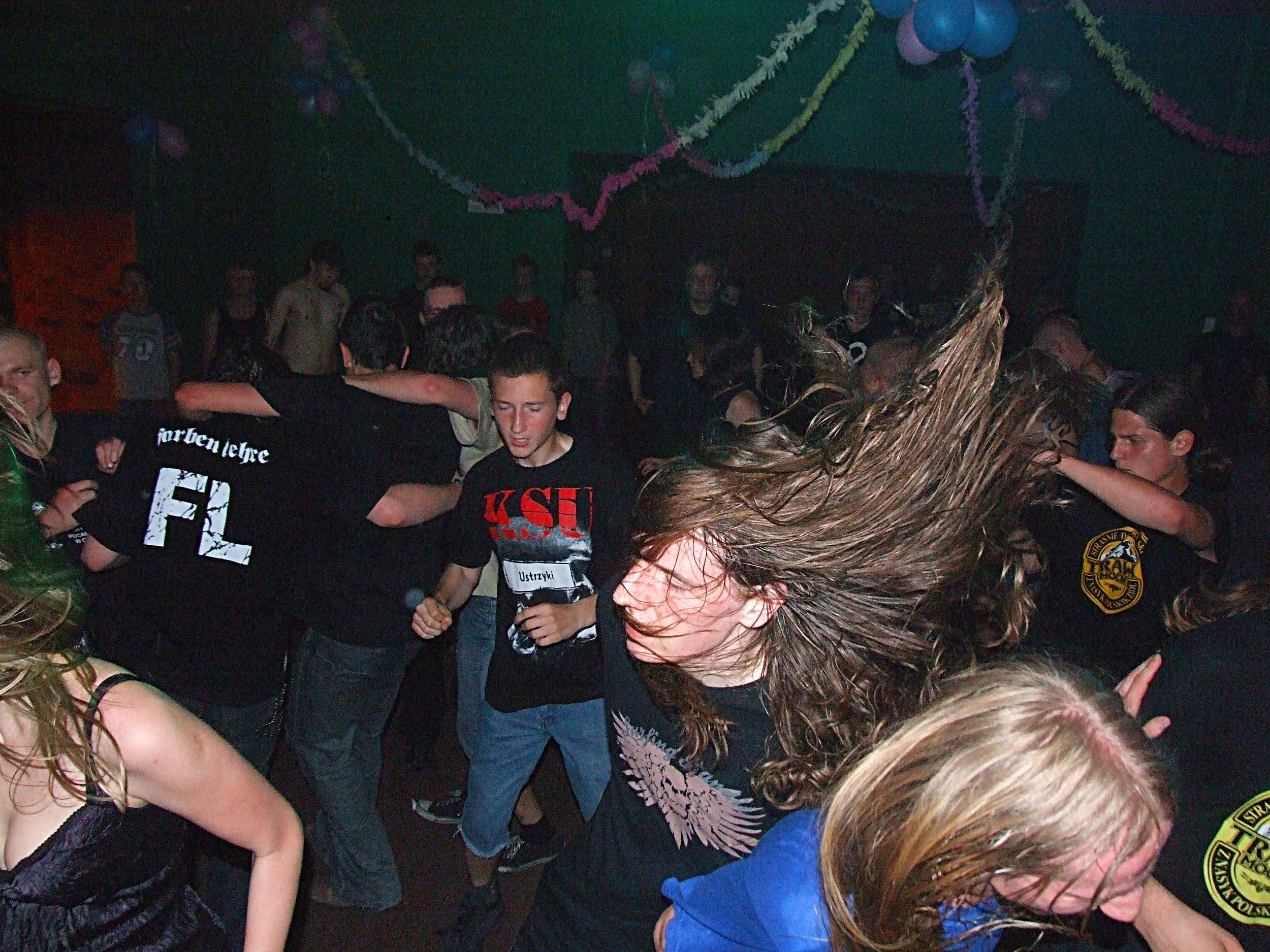
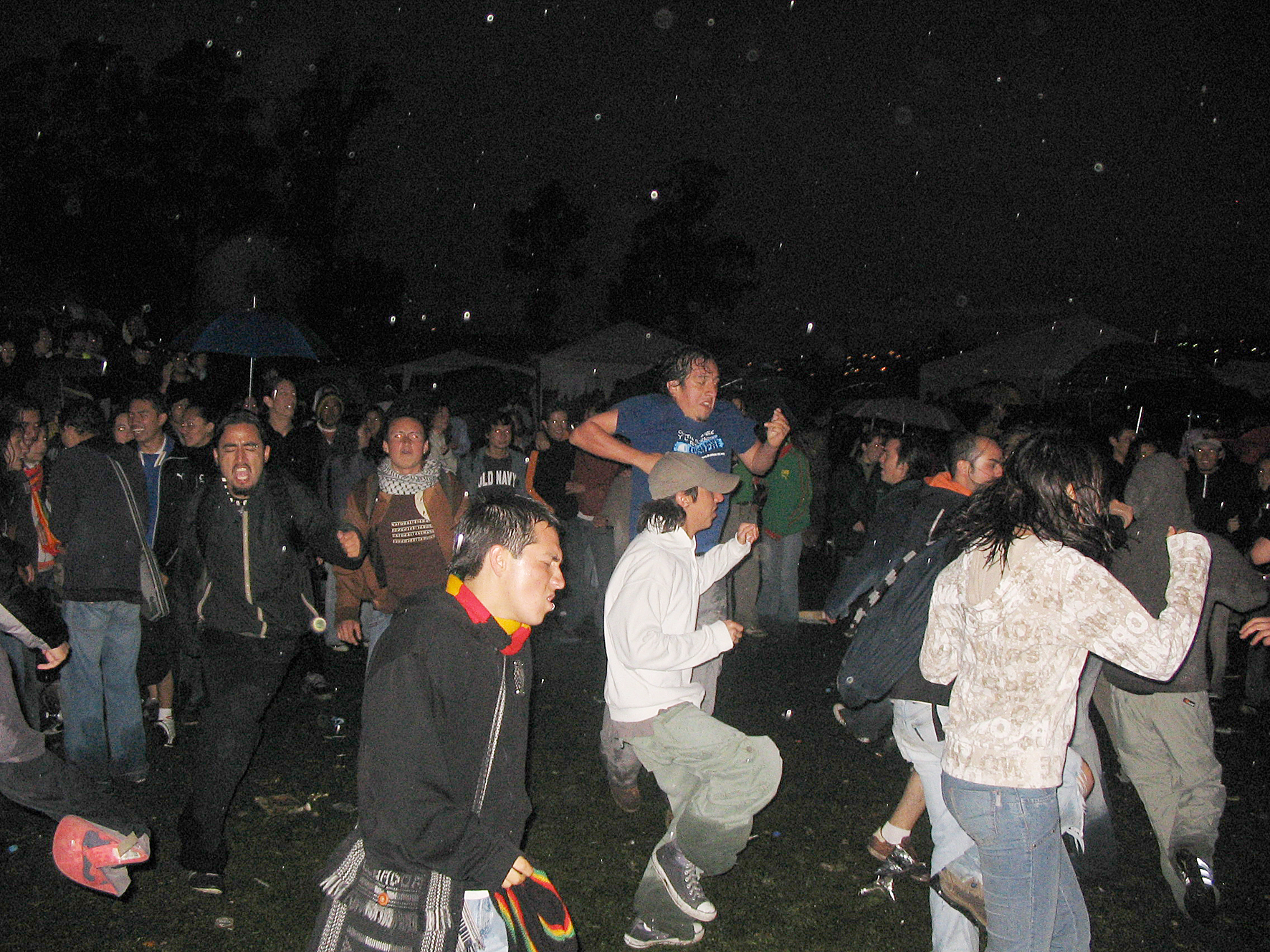
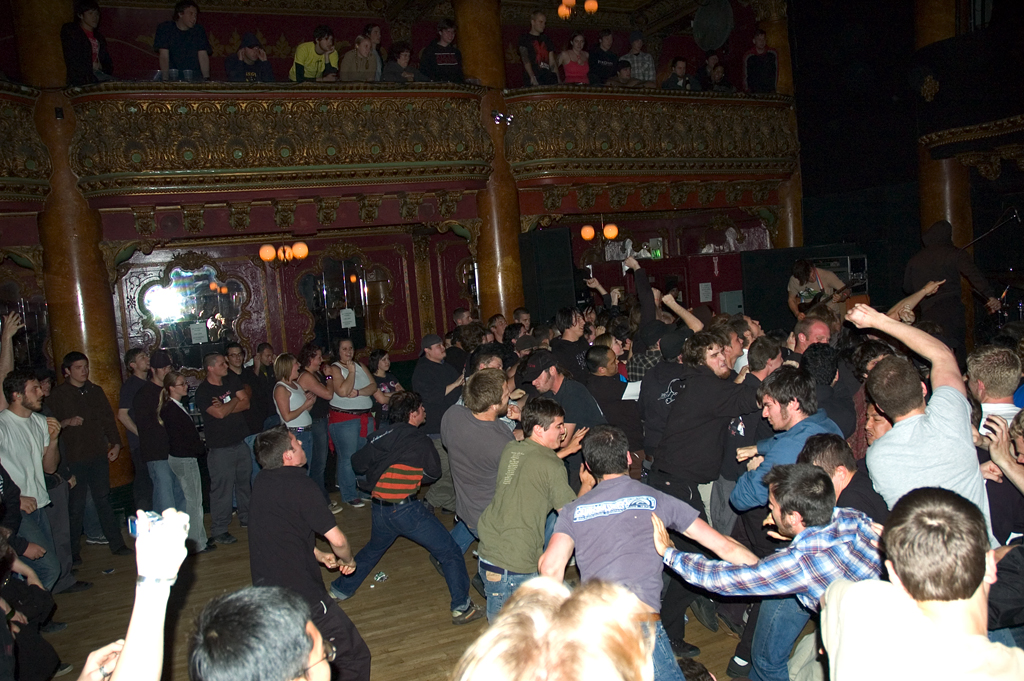
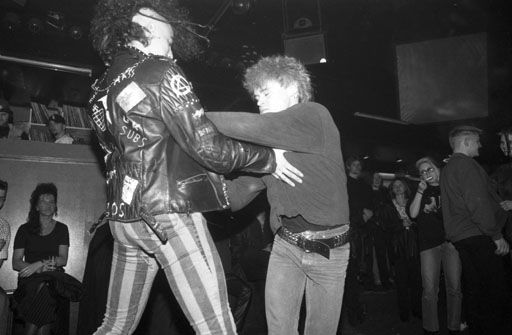
Punker
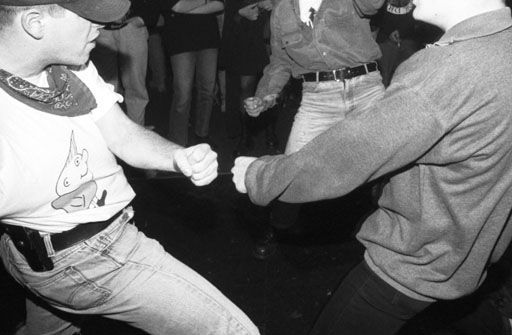
Rockabillys

### Up-and-Down
Up-and-down, auf Deutsch „auf und ab“, ist die ursprüngliche Form des Pogos, in den 1970er Jahren verwurzelt und der Legende nach von Sex-Pistols-Bassist Sid Vicious erfunden.
Es entstammt aber wohl eher zum einen der Ska-Tradition des Skankens, zum anderen der Tatsache, dass bei Rock-Konzerten die Besucher die Band häufig aus den letzten Reihen nicht mehr sehen konnten und deshalb begannen, auf und ab zu hüpfen.
Bei härteren Varianten des Pogos zerren sich die Pogotänzer gegenseitig an der Kleidung und stoßen sich beim Abspringen voneinander ab. Obwohl das klassische „Up-and-Down“ noch existiert, ist es mittlerweile bei Punkkonzerten größtenteils durch das heftigere „Moshen“ oder „Slammen“ ersetzt worden.
Bei Punk-Konzerten werden die Zuschauer oft animiert, das „Up-and-Down“ zur Musik durchzuführen. Für die Zuschauer ist dies meist ein großer Spaßfaktor. Beim „Up-and-Down“ wird Körperkontakt normalerweise vermieden, jedoch kann es auch in einen heftigeren Pogo übergehen.

### Slamdance
Slamdance (aus englisch slam „zuschlagen“ und dance „Tanz“) ist eine raue Abart des Pogos und wurde angeblich von Darby Crash, dem Sänger der Punkband Germs, erfunden. Der Begriff „slammen“ existiert aber auch in der Skateboard-Szene. Mit einem „Slam“ wird hier ein unkontrollierter, meist sehr schmerzhafter Sturz bezeichnet. Beim Slamdancing, oder auch „Slammen“, werden andere Mittänzer bewusst gestoßen, geschubst und angerempelt. Für außenstehende Betrachter wirken solche Tänze oft wie riesige Massenschlägereien, allerdings führen sie selten zu ernsthaften Verletzungen, da sich die Beteiligten keine Schmerzen zufügen wollen. Man möchte zwar Aggressionen und Frust abbauen und sucht auch den Körperkontakt, aber gezielte Schläge und Tritte werden ungern gesehen. Slamdancing kann auch mit Stagediving kombiniert werden. Ferner werden hier häufig sogenannte Circle Pits gebildet. Der Slamdance war vor allem im Hardcore Punk und der US-amerikanischen Punkszene verbreitet und ist heute häufig durch das Moshen (s. u.) ersetzt, wobei die Abgrenzung dazwischen nicht ganz einfach ist.

### Moshing
Der Begriff Moshen oder Moshing stammt aus dem Thrash-Metal. Ursprünglich ist Moshing ein Synonym für Headbanging, beschreibt also das Schütteln des Kopfes im Takt der Musik, wobei auch kreisförmige Bewegungen mit dem Kopf ausgeführt werden können. Seine neue Bedeutung erhielt er durch die Metal-Crossover-Ecke des Hardcore Punk. Beim „neuen“ Moshen bilden die Tänzer einen Pulk und schubsen sich gegenseitig durch die Gegend, wobei sich die Tänzer jedoch nur an Armen und Schultern gegenseitig abstoßen und üblicherweise nicht hart zuschlagen. Im Unterschied zum ursprünglichen Pogo springen die Tänzer im sogenannten Moshpit nicht hoch. Moshen ist im modernen Punk heute der am weitesten verbreitete Tanz.

### Wrecking
Wrecking (deutsch: „demolieren“ oder „abwracken“) bezeichnet eine sehr raue Art des Pogo, die vor allem aus der Psychobilly-, Horrorpunk- und Oi!-Szene stammt und von „Wreckern“ häufig als „Mischung aus Tanz und Freestyle-Wrestling“ beschrieben wird. Das Wrecking verbindet die Aggressivität des Pogo mit den Bewegungen des Tanzens des 1950er-Rockabilly, häufig bewegen sich die Wrecker dabei in einer Reihe vorwärts und rückwärts und fassen andere Wrecker, die sie mit ganzer Kraft von sich schleudern. Häufig stellen sich die Wrecker auch in Reihen auf und schlagen stehend um sich. Kleinere Verletzungen sind beim Wrecken im „Wrecking-Pit“ (z. B. bei Meteors-Konzerten) oft vorbestimmt; diese werden später (z. B. an der Bar) oft wie Kriegstrophäen gefeiert.
Wrecking ähnelt zwar in Elementen dem seit Ende der 1970er Anfang der 1980er punktypischen Pogo, allerdings herrscht eine größere, von allen Seiten offensichtlich gewünschte Rücksichtslosigkeit. Wrecking ähnelt in vielem somit dem Slamdancing, wobei der Einsatz von Armen, insbesondere Ellenbogen, deutlich betont ist. Knie und Beine hingegen werden praktisch nie eingesetzt. Der Begriff Wrecking wurde maßgeblich durch die Psychobilly-Band The Meteors mit dem Album „The Wrecking Crew“ (1986) geprägt.
Unbeteiligte Personen können dieses Verhalten leicht missverstehen; einige Veranstalter der Schwarzen Szene nehmen deshalb weder Horrorpunk noch Deathrock in ihr Veranstaltungsprogramm auf.
Das mutwillige oder auch unbeabsichtigte Anstoßen einer Person wird in der Regel als Einladung bzw. Eröffnungsritual gesehen, das es dem Gegenüber erlaubt, das Gleiche zu tun.

### Wall of Death

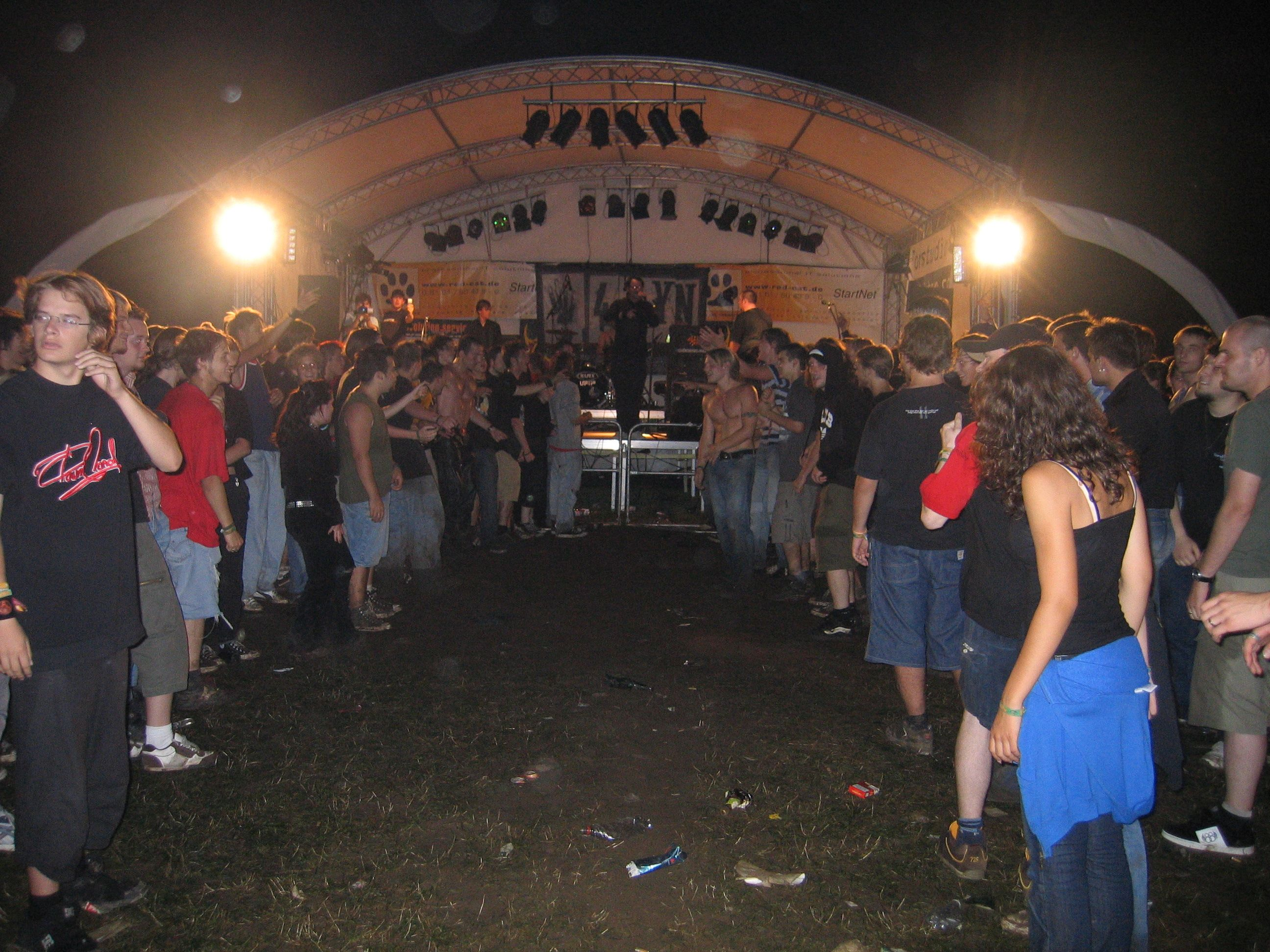
Eine "Wall of Death" im Publikum von 4Lyn (2004)

Die Wall of Death (zum Teil auch als Brave Heart bezeichnet, in Anspielung an die Schlachtszenen des Films Braveheart) beschreibt eine besondere Variante des Pogo, die ursprünglich angeblich von der Band Sick of It All erfunden wurde: Zwei etwa gleich große Fraktionen stehen sich im „Pit“ (deutsch: „Grube“) gegenüber und stürmen aufeinander los. Diese Form des Tanzens wird vorzugsweise bei Hardcore- und Metalcore-Konzerten ausgeführt.
Das Publikum bildet in der Mitte eine Gasse, die den Moshpit in zwei Hälften teilt. Dabei entsteht aus dem Kreis des Moshpits ein künstliches Rechteck. Dieses bleibt nur kurzzeitig bestehen, bis sich die Wall of Death (deutsch: „Todesmauer“) gebildet hat. Danach warten die tanzenden Massen auf ein bestimmtes Startsignal des Sängers oder der Band und laufen mit hoher Geschwindigkeit aufeinander zu. Zu beachten ist, dass die Wucht des Aufpralls in der ersten Reihe der beiden aufeinander zulaufenden Seiten am höchsten ist. Der Aufprall ist aber bei recht großen Konzerten noch in einigen darauffolgenden hinteren Reihen zu spüren. Es kommt auf die Größe der Wall of Death an, also wie viele Personen an der Aktion beteiligt sind. Nach dem Zusammenprall läuft das normale Pogo-Tanzen weiter.
Eine andere Form der Wall of Death beginnt mit dem Sammeln der „Tänzer“ hinter den Nichttanzenden. Diese werden dann von einer von hinten anrollenden Menschenmasse nach vorn in den Moshpit gedrückt. Diese Form findet häufig beim Beginn von Konzerten statt oder wenn der Moshpit gerade abflaut und dient dazu, die Stimmung wieder zu steigern.
Eine weitere Abwandlung ist die 2009 von der Irish-Speedfolk-Band Fiddler’s Green erfundene Wall of Folk, zu der die Band ihre Fans bei dem Lied Rocky Road to Dublin animiert. Hier geht es für die beiden Flügel der „Wall of Folk“ (deutsch: „Menschenmauer“), die sich während der Strophen des Liedes bilden, nicht darum, in den jeweils anderen hineinzurennen. Vielmehr tanzen beide Seiten auf die jeweils gegenüberliegende Seite, sodass sich sofort wieder zwei neue Flügel mit einer Gasse in der Mitte bilden, die beim nächsten Refrain wieder die Seiten tauschen. Mittlerweile macht sich die Band einen Spaß daraus, die gesamte Zuschauermenge so bis möglichst in die letzte Reihe in zwei Flügel zu trennen und zum Mitmachen zu motivieren.
Über diesen Weg fand die Wall of Death auch den Einzug in das Genre des Folk-Rock, sodass mittlerweile auch bei Bands wie Mr. Irish Bastard eine Wall of Folk oder Wall of Death keine Seltenheit mehr ist.

### Stomp
„Stomp“ beschreibt die ruhigere Art des „Pogos“ oder „Mosh“, bei dem die Tänzer weit ausholende und stampfende Bewegungen ausführen, sich aber nicht absichtlich schubsen oder abstoßen, wie sonst bei Pogo oder Moshing üblich. „Stomping“ oder „Psycho-Stomping“ war ursprünglich hauptsächlich bei Psychobilly- und Gothic-Punk-Konzerten üblich und ist eher verwandt mit dem „Skanken“ bei Ska-Konzerten.

### Violent Dancing
„Violent Dancing“ (deutsch: „gewalttätiges Tanzen“) beschreibt eine brutale Art des „Moshings“ oder „Slamdances“ auf Hardcore-Konzerten. Es werden Schläge, Kickbox-Griffe und hohe Tritte im Moshpit eingesetzt, dabei trennt sich jedoch häufig der eigentliche Pit vom Rest des unbeteiligten Publikums. Dabei kann es geschehen, dass jemand heftigere Treffer einstecken muss. Die Tritte können aus einer Körperdrehung heraus oder in geradlinigen Auf- und Abbewegungen erfolgen. Gelegentlich werden auch komplizierte Sprungtritt-Varianten gezeigt, aus von den Ausübenden trainierten Kampfsportarten.
Die häufigsten Schläge sind die sogenannten „Windmühlen“: Die Arme werden, meist gestreckt, in kreisenden Bewegungen nach hinten geschlagen. Es gibt auch stumpfere seitliche Varianten. Zum Teil haben sich auch harte und gezielte Ellenbogenschläge durchgesetzt, wobei es schnell zu Verletzungen kommen kann.
Besonders verbreitet ist „Violent Dancing“ im „New-School“-Hardcore-Punk und Metalcore.

#### Crowd Killing
Als „Crowd Killing“ (deutsch: „das Publikum töten“) wird eine extreme Form des „Violent Dancings“ bezeichnet. Bei dieser Form werden von den Teilnehmenden, zusätzlich zum normalen Violent Dancing, gezielte Schläge und Tritte gegen beteiligte und auch unbeteiligte Konzertbesucher verteilt. Zudem ist in einigen Fällen der Gebrauch von Möbelstücken (Tische/Stühle des Konzertsaals) und sonstigen geeigneten Gegenständen als Waffen zu beobachten.
„Crowd Killing“ entstammt der Beatdown-Szene und ist heutzutage auch vereinzelt auf Konzerten der extremeren Spielarten des Hardcores vertreten. In der restlichen Szene ist Crowd Killing aufgrund seiner Brutalität und der Absicht, seine Mitmenschen zu verletzen, verpönt. Daher bilden sich oftmals Reihen aus erfahrenen Festivalgängern zwischen dem Moshpit und der unbeteiligten Masse, um die verpönten „Crowd Killer“ aufzuhalten.

### Fighting
„Fighting“ (deutsch: „Kämpfen“) oder „Streetfighting“ (deutsch: „einen Straßenkampf ausfechten“) stammt ursprünglich aus der Hardcore-Punk-Szene, ist jedoch auch im Industrial und EBM sowie besonders im Electropunk weit verbreitet.
Die Bewegungen sind ähnlich wie im „Mosh“ oder „Wrecking“, jedoch mit vielen Richtungsänderungen und Ausfallschritten. Die Bewegungen ähneln aggressivem „Schattenboxen“ oder Kampfsport-Übungen, jedoch wird üblicherweise kein Mittänzer berührt bzw. die Tänzer achten auf ausreichenden Körperabstand zueinander.

## Ausführung
Allgemein gilt beim Pogo ein „Ehrenkodex“, der verlangt, auf Schwächere Rücksicht zu nehmen, Gestürzten sofort wieder auf die Beine zu helfen und niemanden absichtlich zu gefährden. So ist auch auf großen Konzerten mit vielen Menschen zu beobachten, dass sofort ein großer Kreis gebildet wird, um einen Gestürzten wieder aufzurichten. Mitunter werden kurze Blicke oder ähnliche Gesten ausgetauscht, wenn sich Tänzer beim Pogo unabsichtlich zu hart treffen oder aus Versehen jemandes Gesicht oder ähnlich verletzliche Stellen treffen. Unterlassen solcher Gesten wird häufig als Aufforderung zu härteren Tanzarten verstanden.
Aggressives Verhalten gibt es sehr selten und wird meist von Stärkeren unterbunden. Zusammen mit dem „Ehrenkodex“ führt das dazu, dass ernsthafte Verletzungen selten sind. Besonders hoch ist das Verletzungsrisiko beim „Wrecking“, der „Wall of Death“ und vor allem beim „Violent Dancing“. Während es beim normalen Pogo und Slamdance oft zu blauen Flecken und Prellungen und nur selten zu schwerwiegenderen Verletzungen kommt, sind diese dort häufiger anzutreffen.
Mit der Haftungsfrage bei durch Beteiligung an einem gemeinsamen gefährlichen Tun in Form eines „Rempeltanzes“ erlittenen Verletzungen befasste sich 2006 der Bundesgerichtshof und verneinte einen allgemeinen Haftungsausschluss (Az. VI ZR 20/05).